# Mehrfachanrechnung
Die Mehrfachanrechnung nach § 159 SGB IX ermöglicht es der Bundesagentur für Arbeit, eine schwerbehinderte Person auf mehrere Arbeitsplätze im Sinne der Ausgleichsabgabe zu verteilen, wenn diese besonders schwer beeinträchtigt ist. Dadurch sollen Arbeitgeber finanziell unterstützt werden, die solche schwerbehinderten Menschen einstellen. Üblicherweise wird eine solche schwerbehinderte Person auf zwei Arbeitsplätze angerechnet, in Ausnahmefällen auch auf drei.
Schwerbehinderte Menschen in einer Berufsausbildung werden grundsätzlich auf zwei Arbeitsplätze angerechnet. Ansonsten muss der Arbeitgeber die Mehrfachanrechnung bei der Bundesagentur für Arbeit beantragen. Fälle, in denen eine Mehrfachanrechnung bewilligt wird, sind etwa Behinderte, die dauerhaft auf einen Integrationsfachdienst angewiesen sind oder die allein aufgrund einer geistigen oder seelischen Behinderung einen Grad der Behinderung von 50 haben.